# Rana naturforlag
Rana Naturforlag er et bogforlag, der blev grundlagt i 2007. Forlaget udgiver smalle naturbøger der ikke passer ind på større forlags budgetter. Rana betyder frø på latin.
Udgivelser:
2007: På opdagelse i Middelhavet - med maske og snorkel (af Jan Clausen)
2013: Vilde opleveler i Østafrika (af Michael O. Jørgensen)
2015: Eksotiske haveplanter i Danmark (af Jens Clausen)
2019: Indsatser for verdens herpetofauna (af redaktører: Michael O. Jørgensen og Jan Clausen)
2020: Med en frømand i Afrika (af Vibeke Søager Schiøtz)

## Eksterne kilder
- Hjemmeside Arkiveret 18. december 2014 hos  Wayback Machine